# SimSafari
SimSafari — компьютерная игра-симулятор, созданная студией Maxis и выпущенная в 1998 году для DOS, Microsoft Windows и Mac OS. Игра идентична SimPark, за исключением того, что местом действия становится саванна, где обитают африканские животные.

## Геймплей
Игроку под управление попадает африканский природный заповедник, который условно поделён на 3 территории: природный парк, туристическая зона и африканская деревня. Игрок должен обустроить все 3 зоны.
- Природный парк — игрок должен заселять парк разными животными и сажать там разные виды растений, однако необходимо контролировать популяцию животных и соблюдать баланс между всеми живыми существами, некоторые животные в качестве пищи требуют от определённых видов растений до других животных. Парку могут угрожать природные стихии в виде засухи, огня, саранчи и прочее.
- Туристическая зона — место, куда прибывают туристы, игрок должен оборудовать для них рестораны, гостиницы, бассейны, домики, палатки и прочее.
- Африканская деревня — игрок может использовать туземцев в качестве рабочего персонала для туристической зоны. Чем больше занято местное население, тем выше уровень жизни в деревне. Если туземцев оставить безработными, они будут охотиться на животных из природного парка.

## Критика
По версии журнала Meristation игра получила оценку 8,7 из 10, по версии All Game Guide — 8 из 10 звёзд и по версии Computer Games Magazine — 7 из 10.
Лиза Карен Савиньяно, критик журнала Allgame, отметила, что игра может оказаться интересной для детей и взрослых, главная сложность заключается в сохранении баланса в природе: если будет слишком много хищников, то они убьют всю остальную фауну в парке, если их будет слишком мало, то расплодятся мелкие зверьки и уничтожат всю растительность, при этом за каждое новое животное и растение надо платить. Чтобы получать доходы, игроку нужно развивать туристическую зону, а для сферы обслуживания необходим персонал из местной деревни, а если их оставить безработными, они начнут заниматься браконьерством, то есть игроку необходимо соблюдать эту тонкую цепочку, которая в результате неверного шага может разрушится, из-за чего пострадает весь парк. Критик также похвалила игру за хорошую графику и звуковое сопровождение.